# Pseudarmadillo buscki
Pseudarmadillo buscki is een pissebed uit de familie Delatorreidae. De wetenschappelijke naam van de soort is voor het eerst geldig gepubliceerd in 1934 door David R. Boone.